# Mistrzostwa Świata w Szermierce 1923
Mistrzostwa Świata w Szermierce 1923 – 3. edycja mistrzostw odbyła się w holenderskim mieście Haga.

## Klasyfikacja medalowa
| Lp. | Państwo  | złoto | srebro | brąz | Razem |
| --- | -------- | ----- | ------ | ---- | ----- |
| 1   | Holandia | 2     | 1      | 1    | 4     |
| 2   | Francja  | -     | 1      | 1    | 2     |

## Medaliści

### Mężczyźni
| Złoto          | Srebro        | Brąz                   |
| Szpada         |               |                        |
| Wouter Brouwer | Arie de Jong  | Roger Ducret           |
| Szabla         |               |                        |
| Arie de Jong   | Marc Perrodon | Henri Wijnoldy-Daniëls |